# Чемпионат Казахстана по футболу 2019
28-й национальный чемпионат Казахстана по футболу, в котором приняли участие 12 клубов.
Чемпионский титул защищала «Астана» (Нур-Султан). По итогам прошлого сезона Премьер-лигу покинули «Кызыл-Жар СК» и «Акжайык», вместо них в этом сезоне участвуют «Окжетпес» и «Тараз».

## Регламент

### Участие лучших команд в еврокубках
По состоянию на начало чемпионата квота Казахстана на участие в еврокубках была следующей:
| Места | Турнир              | Начало выступления         |
| ----- | ------------------- | -------------------------- |
| 1-е   | Лига чемпионов УЕФА | 1-й квалификационный раунд |
| 2-е   | Лига Европы УЕФА    | 1-й квалификационный раунд |
| 3-е   | Лига Европы УЕФА    | 1-й квалификационный раунд |

Эти позиции не окончательные. Они могут меняться по итогам розыгрыша Кубка Казахстана-2019, а также в зависимости от того, какие команды и из каких стран выиграют Лигу чемпионов и Лигу Европы-2018/19. Итоговое распределение мест в еврокубках см. ниже.

## Участники

### Изменения
По итогам сезона-2018 Премьер-лигу покинули:
- «Кызыл-Жар СК» (Петропавловск) — 11-е место
- «Акжайык» (Уральск) — 12-е место

Из Первой лиги квалифицировались:
- «Окжетпес» (Кокшетау) — 1-е место (сезон спустя)
- «Тараз» — 2-е место (сезон спустя)

По итогам переходного матча за право участвовать в Премьер-лиге-2019 победу одержал «Иртыш» (Павлодар), занявший 10-е место в 2018 году.

### География соревнования
| Астана (Нур-Султан) | Кайрат (Алма-Ата) | Шахтёр (Караганда) | Актобе | Иртыш (Павлодар) | Ордабасы (Шымкент)   |
| --- | --- | --- | --- | --- | -------------------- |
| Астана Арена | Центральный | Шахтёр | Кобыланды Батыр | Центральный | Кажимукан            |
| Вместимость: 30 200 | Вместимость: 23 804 | Вместимость: 19 500 | Вместимость: 12 729 | Вместимость: 11 828 | Вместимость: 20 000  |
| | | | | |                      |
| Тобол Актобе Иртыш Астана Шахтёр Жетысу Ордабасы Кайрат Атырау Кайсар Тараз ОкжетпесРасположение команд чемпионата Казахстана по футболу 2018 | Тобол Актобе Иртыш Астана Шахтёр Жетысу Ордабасы Кайрат Атырау Кайсар Тараз ОкжетпесРасположение команд чемпионата Казахстана по футболу 2018 | Тобол Актобе Иртыш Астана Шахтёр Жетысу Ордабасы Кайрат Атырау Кайсар Тараз ОкжетпесРасположение команд чемпионата Казахстана по футболу 2018 | Тобол Актобе Иртыш Астана Шахтёр Жетысу Ордабасы Кайрат Атырау Кайсар Тараз ОкжетпесРасположение команд чемпионата Казахстана по футболу 2018 | Тобол Актобе Иртыш Астана Шахтёр Жетысу Ордабасы Кайрат Атырау Кайсар Тараз ОкжетпесРасположение команд чемпионата Казахстана по футболу 2018 | Тараз                |
| Тобол Актобе Иртыш Астана Шахтёр Жетысу Ордабасы Кайрат Атырау Кайсар Тараз ОкжетпесРасположение команд чемпионата Казахстана по футболу 2018 | Тобол Актобе Иртыш Астана Шахтёр Жетысу Ордабасы Кайрат Атырау Кайсар Тараз ОкжетпесРасположение команд чемпионата Казахстана по футболу 2018 | Тобол Актобе Иртыш Астана Шахтёр Жетысу Ордабасы Кайрат Атырау Кайсар Тараз ОкжетпесРасположение команд чемпионата Казахстана по футболу 2018 | Тобол Актобе Иртыш Астана Шахтёр Жетысу Ордабасы Кайрат Атырау Кайсар Тараз ОкжетпесРасположение команд чемпионата Казахстана по футболу 2018 | Тобол Актобе Иртыш Астана Шахтёр Жетысу Ордабасы Кайрат Атырау Кайсар Тараз ОкжетпесРасположение команд чемпионата Казахстана по футболу 2018 | Центральный          |
| Тобол Актобе Иртыш Астана Шахтёр Жетысу Ордабасы Кайрат Атырау Кайсар Тараз ОкжетпесРасположение команд чемпионата Казахстана по футболу 2018 | Тобол Актобе Иртыш Астана Шахтёр Жетысу Ордабасы Кайрат Атырау Кайсар Тараз ОкжетпесРасположение команд чемпионата Казахстана по футболу 2018 | Тобол Актобе Иртыш Астана Шахтёр Жетысу Ордабасы Кайрат Атырау Кайсар Тараз ОкжетпесРасположение команд чемпионата Казахстана по футболу 2018 | Тобол Актобе Иртыш Астана Шахтёр Жетысу Ордабасы Кайрат Атырау Кайсар Тараз ОкжетпесРасположение команд чемпионата Казахстана по футболу 2018 | Тобол Актобе Иртыш Астана Шахтёр Жетысу Ордабасы Кайрат Атырау Кайсар Тараз ОкжетпесРасположение команд чемпионата Казахстана по футболу 2018 | Вместимость: 12 527  |
| Тобол Актобе Иртыш Астана Шахтёр Жетысу Ордабасы Кайрат Атырау Кайсар Тараз ОкжетпесРасположение команд чемпионата Казахстана по футболу 2018 | Тобол Актобе Иртыш Астана Шахтёр Жетысу Ордабасы Кайрат Атырау Кайсар Тараз ОкжетпесРасположение команд чемпионата Казахстана по футболу 2018 | Тобол Актобе Иртыш Астана Шахтёр Жетысу Ордабасы Кайрат Атырау Кайсар Тараз ОкжетпесРасположение команд чемпионата Казахстана по футболу 2018 | Тобол Актобе Иртыш Астана Шахтёр Жетысу Ордабасы Кайрат Атырау Кайсар Тараз ОкжетпесРасположение команд чемпионата Казахстана по футболу 2018 | Тобол Актобе Иртыш Астана Шахтёр Жетысу Ордабасы Кайрат Атырау Кайсар Тараз ОкжетпесРасположение команд чемпионата Казахстана по футболу 2018 | Тобол (Костанай)     |
| Тобол Актобе Иртыш Астана Шахтёр Жетысу Ордабасы Кайрат Атырау Кайсар Тараз ОкжетпесРасположение команд чемпионата Казахстана по футболу 2018 | Тобол Актобе Иртыш Астана Шахтёр Жетысу Ордабасы Кайрат Атырау Кайсар Тараз ОкжетпесРасположение команд чемпионата Казахстана по футболу 2018 | Тобол Актобе Иртыш Астана Шахтёр Жетысу Ордабасы Кайрат Атырау Кайсар Тараз ОкжетпесРасположение команд чемпионата Казахстана по футболу 2018 | Тобол Актобе Иртыш Астана Шахтёр Жетысу Ордабасы Кайрат Атырау Кайсар Тараз ОкжетпесРасположение команд чемпионата Казахстана по футболу 2018 | Тобол Актобе Иртыш Астана Шахтёр Жетысу Ордабасы Кайрат Атырау Кайсар Тараз ОкжетпесРасположение команд чемпионата Казахстана по футболу 2018 | Центральный          |
| Тобол Актобе Иртыш Астана Шахтёр Жетысу Ордабасы Кайрат Атырау Кайсар Тараз ОкжетпесРасположение команд чемпионата Казахстана по футболу 2018 | Тобол Актобе Иртыш Астана Шахтёр Жетысу Ордабасы Кайрат Атырау Кайсар Тараз ОкжетпесРасположение команд чемпионата Казахстана по футболу 2018 | Тобол Актобе Иртыш Астана Шахтёр Жетысу Ордабасы Кайрат Атырау Кайсар Тараз ОкжетпесРасположение команд чемпионата Казахстана по футболу 2018 | Тобол Актобе Иртыш Астана Шахтёр Жетысу Ордабасы Кайрат Атырау Кайсар Тараз ОкжетпесРасположение команд чемпионата Казахстана по футболу 2018 | Тобол Актобе Иртыш Астана Шахтёр Жетысу Ордабасы Кайрат Атырау Кайсар Тараз ОкжетпесРасположение команд чемпионата Казахстана по футболу 2018 | Вместимость: 9 500   |
| Тобол Актобе Иртыш Астана Шахтёр Жетысу Ордабасы Кайрат Атырау Кайсар Тараз ОкжетпесРасположение команд чемпионата Казахстана по футболу 2018 | Тобол Актобе Иртыш Астана Шахтёр Жетысу Ордабасы Кайрат Атырау Кайсар Тараз ОкжетпесРасположение команд чемпионата Казахстана по футболу 2018 | Тобол Актобе Иртыш Астана Шахтёр Жетысу Ордабасы Кайрат Атырау Кайсар Тараз ОкжетпесРасположение команд чемпионата Казахстана по футболу 2018 | Тобол Актобе Иртыш Астана Шахтёр Жетысу Ордабасы Кайрат Атырау Кайсар Тараз ОкжетпесРасположение команд чемпионата Казахстана по футболу 2018 | Тобол Актобе Иртыш Астана Шахтёр Жетысу Ордабасы Кайрат Атырау Кайсар Тараз ОкжетпесРасположение команд чемпионата Казахстана по футболу 2018 | Атырау               |
| Тобол Актобе Иртыш Астана Шахтёр Жетысу Ордабасы Кайрат Атырау Кайсар Тараз ОкжетпесРасположение команд чемпионата Казахстана по футболу 2018 | Тобол Актобе Иртыш Астана Шахтёр Жетысу Ордабасы Кайрат Атырау Кайсар Тараз ОкжетпесРасположение команд чемпионата Казахстана по футболу 2018 | Тобол Актобе Иртыш Астана Шахтёр Жетысу Ордабасы Кайрат Атырау Кайсар Тараз ОкжетпесРасположение команд чемпионата Казахстана по футболу 2018 | Тобол Актобе Иртыш Астана Шахтёр Жетысу Ордабасы Кайрат Атырау Кайсар Тараз ОкжетпесРасположение команд чемпионата Казахстана по футболу 2018 | Тобол Актобе Иртыш Астана Шахтёр Жетысу Ордабасы Кайрат Атырау Кайсар Тараз ОкжетпесРасположение команд чемпионата Казахстана по футболу 2018 | Мунайшы              |
| Тобол Актобе Иртыш Астана Шахтёр Жетысу Ордабасы Кайрат Атырау Кайсар Тараз ОкжетпесРасположение команд чемпионата Казахстана по футболу 2018 | Тобол Актобе Иртыш Астана Шахтёр Жетысу Ордабасы Кайрат Атырау Кайсар Тараз ОкжетпесРасположение команд чемпионата Казахстана по футболу 2018 | Тобол Актобе Иртыш Астана Шахтёр Жетысу Ордабасы Кайрат Атырау Кайсар Тараз ОкжетпесРасположение команд чемпионата Казахстана по футболу 2018 | Тобол Актобе Иртыш Астана Шахтёр Жетысу Ордабасы Кайрат Атырау Кайсар Тараз ОкжетпесРасположение команд чемпионата Казахстана по футболу 2018 | Тобол Актобе Иртыш Астана Шахтёр Жетысу Ордабасы Кайрат Атырау Кайсар Тараз ОкжетпесРасположение команд чемпионата Казахстана по футболу 2018 | Вместимость: 8 900   |
| Тобол Актобе Иртыш Астана Шахтёр Жетысу Ордабасы Кайрат Атырау Кайсар Тараз ОкжетпесРасположение команд чемпионата Казахстана по футболу 2018 | Тобол Актобе Иртыш Астана Шахтёр Жетысу Ордабасы Кайрат Атырау Кайсар Тараз ОкжетпесРасположение команд чемпионата Казахстана по футболу 2018 | Тобол Актобе Иртыш Астана Шахтёр Жетысу Ордабасы Кайрат Атырау Кайсар Тараз ОкжетпесРасположение команд чемпионата Казахстана по футболу 2018 | Тобол Актобе Иртыш Астана Шахтёр Жетысу Ордабасы Кайрат Атырау Кайсар Тараз ОкжетпесРасположение команд чемпионата Казахстана по футболу 2018 | Тобол Актобе Иртыш Астана Шахтёр Жетысу Ордабасы Кайрат Атырау Кайсар Тараз ОкжетпесРасположение команд чемпионата Казахстана по футболу 2018 | Кайсар (Кызылорда)   |
| Тобол Актобе Иртыш Астана Шахтёр Жетысу Ордабасы Кайрат Атырау Кайсар Тараз ОкжетпесРасположение команд чемпионата Казахстана по футболу 2018 | Тобол Актобе Иртыш Астана Шахтёр Жетысу Ордабасы Кайрат Атырау Кайсар Тараз ОкжетпесРасположение команд чемпионата Казахстана по футболу 2018 | Тобол Актобе Иртыш Астана Шахтёр Жетысу Ордабасы Кайрат Атырау Кайсар Тараз ОкжетпесРасположение команд чемпионата Казахстана по футболу 2018 | Тобол Актобе Иртыш Астана Шахтёр Жетысу Ордабасы Кайрат Атырау Кайсар Тараз ОкжетпесРасположение команд чемпионата Казахстана по футболу 2018 | Тобол Актобе Иртыш Астана Шахтёр Жетысу Ордабасы Кайрат Атырау Кайсар Тараз ОкжетпесРасположение команд чемпионата Казахстана по футболу 2018 | Гани Муратбаев       |
| Тобол Актобе Иртыш Астана Шахтёр Жетысу Ордабасы Кайрат Атырау Кайсар Тараз ОкжетпесРасположение команд чемпионата Казахстана по футболу 2018 | Тобол Актобе Иртыш Астана Шахтёр Жетысу Ордабасы Кайрат Атырау Кайсар Тараз ОкжетпесРасположение команд чемпионата Казахстана по футболу 2018 | Тобол Актобе Иртыш Астана Шахтёр Жетысу Ордабасы Кайрат Атырау Кайсар Тараз ОкжетпесРасположение команд чемпионата Казахстана по футболу 2018 | Тобол Актобе Иртыш Астана Шахтёр Жетысу Ордабасы Кайрат Атырау Кайсар Тараз ОкжетпесРасположение команд чемпионата Казахстана по футболу 2018 | Тобол Актобе Иртыш Астана Шахтёр Жетысу Ордабасы Кайрат Атырау Кайсар Тараз ОкжетпесРасположение команд чемпионата Казахстана по футболу 2018 | Вместимость: 7 000   |
| Тобол Актобе Иртыш Астана Шахтёр Жетысу Ордабасы Кайрат Атырау Кайсар Тараз ОкжетпесРасположение команд чемпионата Казахстана по футболу 2018 | Тобол Актобе Иртыш Астана Шахтёр Жетысу Ордабасы Кайрат Атырау Кайсар Тараз ОкжетпесРасположение команд чемпионата Казахстана по футболу 2018 | Тобол Актобе Иртыш Астана Шахтёр Жетысу Ордабасы Кайрат Атырау Кайсар Тараз ОкжетпесРасположение команд чемпионата Казахстана по футболу 2018 | Тобол Актобе Иртыш Астана Шахтёр Жетысу Ордабасы Кайрат Атырау Кайсар Тараз ОкжетпесРасположение команд чемпионата Казахстана по футболу 2018 | Тобол Актобе Иртыш Астана Шахтёр Жетысу Ордабасы Кайрат Атырау Кайсар Тараз ОкжетпесРасположение команд чемпионата Казахстана по футболу 2018 | Жетысу (Талдыкорган) |
| Тобол Актобе Иртыш Астана Шахтёр Жетысу Ордабасы Кайрат Атырау Кайсар Тараз ОкжетпесРасположение команд чемпионата Казахстана по футболу 2018 | Тобол Актобе Иртыш Астана Шахтёр Жетысу Ордабасы Кайрат Атырау Кайсар Тараз ОкжетпесРасположение команд чемпионата Казахстана по футболу 2018 | Тобол Актобе Иртыш Астана Шахтёр Жетысу Ордабасы Кайрат Атырау Кайсар Тараз ОкжетпесРасположение команд чемпионата Казахстана по футболу 2018 | Тобол Актобе Иртыш Астана Шахтёр Жетысу Ордабасы Кайрат Атырау Кайсар Тараз ОкжетпесРасположение команд чемпионата Казахстана по футболу 2018 | Тобол Актобе Иртыш Астана Шахтёр Жетысу Ордабасы Кайрат Атырау Кайсар Тараз ОкжетпесРасположение команд чемпионата Казахстана по футболу 2018 | Жетысу               |
| Тобол Актобе Иртыш Астана Шахтёр Жетысу Ордабасы Кайрат Атырау Кайсар Тараз ОкжетпесРасположение команд чемпионата Казахстана по футболу 2018 | Тобол Актобе Иртыш Астана Шахтёр Жетысу Ордабасы Кайрат Атырау Кайсар Тараз ОкжетпесРасположение команд чемпионата Казахстана по футболу 2018 | Тобол Актобе Иртыш Астана Шахтёр Жетысу Ордабасы Кайрат Атырау Кайсар Тараз ОкжетпесРасположение команд чемпионата Казахстана по футболу 2018 | Тобол Актобе Иртыш Астана Шахтёр Жетысу Ордабасы Кайрат Атырау Кайсар Тараз ОкжетпесРасположение команд чемпионата Казахстана по футболу 2018 | Тобол Актобе Иртыш Астана Шахтёр Жетысу Ордабасы Кайрат Атырау Кайсар Тараз ОкжетпесРасположение команд чемпионата Казахстана по футболу 2018 | Вместимость: 5 550   |
| Тобол Актобе Иртыш Астана Шахтёр Жетысу Ордабасы Кайрат Атырау Кайсар Тараз ОкжетпесРасположение команд чемпионата Казахстана по футболу 2018 | Тобол Актобе Иртыш Астана Шахтёр Жетысу Ордабасы Кайрат Атырау Кайсар Тараз ОкжетпесРасположение команд чемпионата Казахстана по футболу 2018 | Тобол Актобе Иртыш Астана Шахтёр Жетысу Ордабасы Кайрат Атырау Кайсар Тараз ОкжетпесРасположение команд чемпионата Казахстана по футболу 2018 | Тобол Актобе Иртыш Астана Шахтёр Жетысу Ордабасы Кайрат Атырау Кайсар Тараз ОкжетпесРасположение команд чемпионата Казахстана по футболу 2018 | Тобол Актобе Иртыш Астана Шахтёр Жетысу Ордабасы Кайрат Атырау Кайсар Тараз ОкжетпесРасположение команд чемпионата Казахстана по футболу 2018 | Окжетпес (Кокшетау)  |
| Тобол Актобе Иртыш Астана Шахтёр Жетысу Ордабасы Кайрат Атырау Кайсар Тараз ОкжетпесРасположение команд чемпионата Казахстана по футболу 2018 | Тобол Актобе Иртыш Астана Шахтёр Жетысу Ордабасы Кайрат Атырау Кайсар Тараз ОкжетпесРасположение команд чемпионата Казахстана по футболу 2018 | Тобол Актобе Иртыш Астана Шахтёр Жетысу Ордабасы Кайрат Атырау Кайсар Тараз ОкжетпесРасположение команд чемпионата Казахстана по футболу 2018 | Тобол Актобе Иртыш Астана Шахтёр Жетысу Ордабасы Кайрат Атырау Кайсар Тараз ОкжетпесРасположение команд чемпионата Казахстана по футболу 2018 | Тобол Актобе Иртыш Астана Шахтёр Жетысу Ордабасы Кайрат Атырау Кайсар Тараз ОкжетпесРасположение команд чемпионата Казахстана по футболу 2018 | Окжетпес             |
| Тобол Актобе Иртыш Астана Шахтёр Жетысу Ордабасы Кайрат Атырау Кайсар Тараз ОкжетпесРасположение команд чемпионата Казахстана по футболу 2018 | Тобол Актобе Иртыш Астана Шахтёр Жетысу Ордабасы Кайрат Атырау Кайсар Тараз ОкжетпесРасположение команд чемпионата Казахстана по футболу 2018 | Тобол Актобе Иртыш Астана Шахтёр Жетысу Ордабасы Кайрат Атырау Кайсар Тараз ОкжетпесРасположение команд чемпионата Казахстана по футболу 2018 | Тобол Актобе Иртыш Астана Шахтёр Жетысу Ордабасы Кайрат Атырау Кайсар Тараз ОкжетпесРасположение команд чемпионата Казахстана по футболу 2018 | Тобол Актобе Иртыш Астана Шахтёр Жетысу Ордабасы Кайрат Атырау Кайсар Тараз ОкжетпесРасположение команд чемпионата Казахстана по футболу 2018 | Вместимость: 4 500   |

## Турнирная таблица
| М  | Команда  | И  | В  | Н | П  | Мячи    | ±   | О   | Примечания                              |
| -- | -------- | -- | -- | - | -- | ------- | --- | --- | --------------------------------------- |
| 1  | Астана   | 33 | 22 | 3 | 8  | 67 − 28 | +39 | 69  | 1-й кв. раунд Лиги чемпионов            |
| 2  | Кайрат   | 33 | 22 | 2 | 9  | 65 − 32 | +33 | 68  | 1-й кв. раунд Лиги Европы               |
| 3  | Ордабасы | 33 | 19 | 8 | 6  | 52 − 24 | +28 | 65  | 1-й кв. раунд Лиги Европы               |
| 4  | Тобол    | 33 | 19 | 6 | 8  | 45 − 27 | +18 | 63  |                                         |
| 5  | Жетысу   | 33 | 16 | 8 | 9  | 45 − 25 | +20 | 56  |                                         |
| 6  | Кайсар   | 33 | 12 | 6 | 15 | 37 − 43 | −6  | 42  |                                         |
| 7  | Окжетпес | 33 | 11 | 7 | 15 | 44 − 49 | −5  | 40  |                                         |
| 8  | Иртыш    | 33 | 11 | 4 | 18 | 30 − 45 | −15 | 37  |                                         |
| 9  | Шахтёр   | 33 | 9  | 8 | 16 | 40 − 47 | −7  | 35  |                                         |
| 10 | Тараз    | 33 | 7  | 8 | 18 | 28 − 60 | −32 | 29  | Переходный матч за место в Премьер-лиге |
| 11 | Атырау   | 33 | 6  | 8 | 19 | 25 − 58 | −33 | 26  | Вылет в Первую лигу                     |
| 12 | Актобе   | 33 | 7  | 6 | 20 | 35 − 75 | −40 | 15* | Вылет в Первую лигу                     |

И — игры, В — выигрыши, Н — ничьи, П — проигрыши, Мячи — забитые и пропущенные голы, ± — разница голов, О — очки

* с «Актобе» решением Федерации сняты 12 очков в связи с задолженностью перед футболистами.

## Результаты матчей

### 1-22-й туры
|          | АКТ | АСТ | АТЫ | ЖЕТ | ИРТ | КАЙ | КАС | ОКЖ | ОРД | ТАР | ТОБ | ШАХ |
| -------- | --- | --- | --- | --- | --- | --- | --- | --- | --- | --- | --- | --- |
| Актобе   |     | 2:3 | 2:0 | 1:2 | 2:1 | 1:3 | 1:3 | 0:2 | 0:3 | 2:3 | 0:1 | 2:2 |
| Астана   | 4:1 |     | 3:1 | 1:0 | 0:1 | 0:2 | 4:1 | 2:1 | 2:1 | 4:0 | 2:1 | 0:0 |
| Атырау   | 1:1 | 0:3 |     | 2:1 | 1:3 | 2:1 | 1:3 | 1:3 | 1:0 | 1:1 | 0:1 | 0:0 |
| Жетысу   | 1:1 | 0:2 | 0:0 |     | 4:0 | 3:0 | 1:0 | 5:1 | 1:1 | 1:0 | 0:1 | 2:0 |
| Иртыш    | 0:1 | 0:4 | 1:0 | 0:3 |     | 0:2 | 0:1 | 2:1 | 0:2 | 2:0 | 0:2 | 0:0 |
| Кайрат   | 3:0 | 0:1 | 2:0 | 0:0 | 0:0 |     | 5:1 | 4:1 | 0:1 | 2:0 | 0:1 | 2:1 |
| Кайсар   | 0:1 | 0:0 | 0:1 | 0:1 | 2:0 | 2:1 |     | 0:1 | 0:0 | 1:1 | 5:1 | 2:2 |
| Окжетпес | 4:0 | 1:1 | 3:0 | 0:1 | 1:0 | 1:2 | 1:2 |     | 0:0 | 1:2 | 1:2 | 2:2 |
| Ордабасы | 1:0 | 3:2 | 1:1 | 1:0 | 1:0 | 0:0 | 1:2 | 3:0 |     | 3:0 | 0:0 | 3:0 |
| Тараз    | 1:1 | 2:0 | 2:0 | 2:0 | 0:0 | 0:1 | 1:2 | 2:6 | 1:0 |     | 0:1 | 1:2 |
| Тобол    | 2:1 | 0:2 | 3:0 | 0:0 | 3:0 | 0:0 | 3:0 | 2:0 | 1:1 | 4:1 |     | 2:0 |
| Шахтёр   | 3:0 | 1:0 | 1:1 | 2:0 | 4:0 | 1:2 | 0:1 | 1:0 | 1:2 | 1:0 | 0:1 |     |

### 23-33-й туры
|          | АКТ | АСТ | АТЫ | ЖЕТ | ИРТ | КАЙ | КАС | ОКЖ | ОРД | ТАР | ТОБ | ШАХ |
| -------- | --- | --- | --- | --- | --- | --- | --- | --- | --- | --- | --- | --- |
| Актобе   |     |     | 3:2 |     | 1:1 |     |     | 1:2 |     | 2:2 |     |     |
| Астана   | 5:0 |     |     |     |     | 3:1 | 3:0 |     |     | 5:0 |     | 2:1 |
| Атырау   |     | 1:4 |     | 0:3 | 0:3 |     |     | 2:2 |     |     |     |     |
| Жетысу   | 5:0 | 2:1 |     |     | 2:1 |     |     |     | 0:1 | 0:0 |     |     |
| Иртыш    |     |     |     |     |     |     | 2:1 |     |     | 1:0 | 0:0 | 4:2 |
| Кайрат   | 6:0 |     |     | 4:1 |     |     |     | 0:1 | 4:1 |     | 2:0 |     |
| Кайсар   | 1:3 |     | 0:1 | 0:2 |     | 0:1 |     |     |     |     |     |     |
| Окжетпес |     |     |     |     | 1:0 |     |     |     | 0:4 | 2:3 |     |     |
| Ордабасы | 4:1 | 1:1 |     |     | 2:0 |     | 0:2 |     |     |     |     | 3:2 |
| Тараз    |     |     | 2:2 |     |     |     | 0:2 |     |     |     | 0:5 | 0:0 |
| Тобол    |     |     | 2:0 | 0:0 |     |     |     | 1:0 | 1:2 |     |     |     |
| Шахтёр   |     |     |     |     |     | 0:4 | 3:0 | 2:2 |     |     | 0:1 |     |

## Потуровая таблица
| Команда/ Тур | 1      | 2  | 3  | 4  | 5  | 6  | 7  | 8  | 9  | 10 | 11 | 12 | 13 | 14 | 15 | 16 | 17 | 18 | 19 | 20 | 21 | 22 | 23 | 24 | 25 | 26 | 27 | 28 | 29 | 30 | 31 | 32 | 33 |  |
| ------------ | ------ | -- | -- | -- | -- | -- | -- | -- | -- | -- | -- | -- | -- | -- | -- | -- | -- | -- | -- | -- | -- | -- | -- | -- | -- | -- | -- | -- | -- | -- | -- | -- | -- |  |
| Команда/ Тур | Кайрат | 5  | 5  | 3  | 2  | 3  | 3  | 3  | 3  | 5  | 6  | 5  | 5  | 5  | 3  | 4  | 3  | 4  | 3  | 3  | 3  | 3  | 3  | 1  | 3  | 2  | 2  | 2  | 1  | 1  | 1  | 1  |    |  |
| Астана       | 2      | 3  | 2  | 1  | 1  | 1  | 1  | 1  | 1  | 1  | 1  | 1  | 1  | 1  | 1  | 2  | 1  | 2  | 2  | 1  | 2  | 2  | 3  | 2  | 4  | 3  | 4  | 3  | 3  | 2  | 2  |    |    |  |
| Ордабасы     | 4      | 4  | 4  | 4  | 4  | 4  | 4  | 6  | 6  | 5  | 4  | 3  | 3  | 4  | 3  | 4  | 3  | 4  | 4  | 4  | 4  | 4  | 4  | 4  | 3  | 4  | 3  | 4  | 4  | 4  | 3  |    |    |  |
| Тобол        | 3      | 1  | 1  | 3  | 2  | 2  | 2  | 2  | 2  | 3  | 3  | 2  | 2  | 2  | 2  | 1  | 2  | 1  | 1  | 2  | 1  | 1  | 2  | 1  | 1  | 1  | 1  | 2  | 2  | 3  | 4  |    |    |  |
| Жетысу       | 1      | 2  | 5  | 5  | 5  | 5  | 5  | 4  | 3  | 4  | 6  | 6  | 6  | 6  | 6  | 6  | 6  | 6  | 7  | 6  | 6  | 6  | 5  | 5  | 5  | 5  | 5  | 5  | 5  | 5  | 5  |    |    |  |
| Кайсар       | 7      | 8  | 6  | 7  | 6  | 6  | 6  | 5  | 4  | 2  | 2  | 4  | 4  | 5  | 5  | 5  | 5  | 5  | 5  | 5  | 5  | 5  | 6  | 6  | 6  | 6  | 6  | 6  | 6  | 6  | 6  |    |    |  |
| Окжетпес     | 11     | 10 | 11 | 11 | 11 | 9  | 8  | 8  | 8  | 8  | 8  | 8  | 8  | 8  | 8  | 8  | 8  | 8  | 8  | 8  | 8  | 8  | 8  | 8  | 8  | 8  | 8  | 7  | 7  | 7  | 7  |    |    |  |
| Шахтёр       | 9      | 9  | 10 | 10 | 8  | 7  | 7  | 7  | 7  | 7  | 7  | 7  | 7  | 7  | 7  | 7  | 7  | 7  | 6  | 7  | 7  | 7  | 7  | 7  | 7  | 7  | 7  | 8  | 8  | 8  | 8  |    |    |  |
| Иртыш        | 10     | 6  | 7  | 6  | 7  | 8  | 10 | 9  | 9  | 10 | 10 | 9  | 9  | 9  | 9  | 9  | 9  | 9  | 10 | 10 | 11 | 11 | 11 | 10 | 9  | 9  | 9  | 9  | 9  | 9  | 9  |    |    |  |
| Тараз        | 8      | 11 | 8  | 9  | 10 | 11 | 9  | 10 | 10 | 9  | 9  | 10 | 10 | 10 | 10 | 10 | 11 | 11 | 11 | 11 | 9  | 9  | 9  | 9  | 10 | 10 | 10 | 10 | 10 | 10 | 10 |    |    |  |
| Атырау       | 6      | 7  | 9  | 8  | 9  | 10 | 11 | 11 | 11 | 11 | 11 | 11 | 11 | 11 | 11 | 11 | 10 | 10 | 9  | 9  | 10 | 10 | 10 | 11 | 11 | 11 | 11 | 11 | 11 | 11 | 11 |    |    |  |
| Актобе       | 12     | 12 | 12 | 12 | 12 | 12 | 12 | 12 | 12 | 12 | 12 | 12 | 12 | 12 | 12 | 12 | 12 | 12 | 12 | 12 | 12 | 12 | 12 | 12 | 12 | 12 | 12 | 12 | 12 | 12 | 12 | 12 | 12 |  |

## Переходные матчи
| Акжайык | 0:0 | Тараз |
| ------- | --- | ----- |
|         |     |       |

| Тараз                               | 3:1 | Акжайык             |
| ----------------------------------- | --- | ------------------- |
| Сарсенов 9′, Таубай 14′, Таубай 26′ |     | Симчевич 28′ (авт.) |

## Статистика чемпионата

### Бомбардиры
| М  | Игрок              | Клуб     | ГЗ (П) |
| -- | ------------------ | -------- | ------ |
| 1  | Адеринсола Эсеола  | Кайрат   | 19 (0) |
| 1  | Марин Томасов      | Астана   | 19 (1) |
| 3  | Мартон Эппель      | Кайрат   | 16 (1) |
| 3  | Абат Аймбетов      | Актобе   | 16 (2) |
| 5  | Жуан Паулу         | Ордабасы | 15 (0) |
| 6  | Тигран Барсегян    | Кайсар   | 12 (1) |
| 7  | Азат Нургалиев     | Тобол    | 10 (4) |
| 8  | Куле Мбомбо        | Кайсар   | 9 (0)  |
| 8  | Мартин Тошев       | Жетысу   | 9 (0)  |
| 10 | Бауыржан Турысбек  | Тобол    | 8 (0)  |
| 10 | Сенин Себаи        | Тобол    | 8 (0)  |
| 10 | Сергей Зенёв       | Шахтёр   | 8 (0)  |
| 10 | Тохтар Жангылышбай | Ордабасы | 8 (0)  |
| 10 | Иван Пешич         | Шахтёр   | 8 (1)  |
| 10 | Серж Ньюадзи       | Тараз    | 8 (1)  |
| 10 | Элгуджа Лобжанидзе | Тараз    | 8 (2)  |

### Ежемесячные награды
| Месяц       | Тренер месяца      | Тренер месяца | Игрок месяца      | Игрок месяца |
| Месяц       | Тренер             | Клуб          | Игрок             | Клуб         |
| ----------- | ------------------ | ------------- | ----------------- | ------------ |
| Март 2019   | Роман Григорчук    | Астана        | Марин Томасов     | Астана       |
| Апрель 2019 | Роман Григорчук    | Астана        | Дорин Ротариу     | Астана       |
| Май 2019    | Стойчо Младенов    | Кайсар        | Жуан Паулу        | Ордабасы     |
| Июнь 2019   | Владимир Газзаев   | Тобол         | Бауыржан Исламхан | Кайрат       |
| Июнь 2019   | Стойчо Младенов    | Кайсар        | Бауыржан Исламхан | Кайрат       |
| Июль 2019   | Алексей Шпилевский | Кайрат        | Бауыржан Исламхан | Кайрат       |
| Август 2019 | Нурбол Жумаскалиев | Тобол         | Марин Томасов     | Астана       |